# 矮小銀河

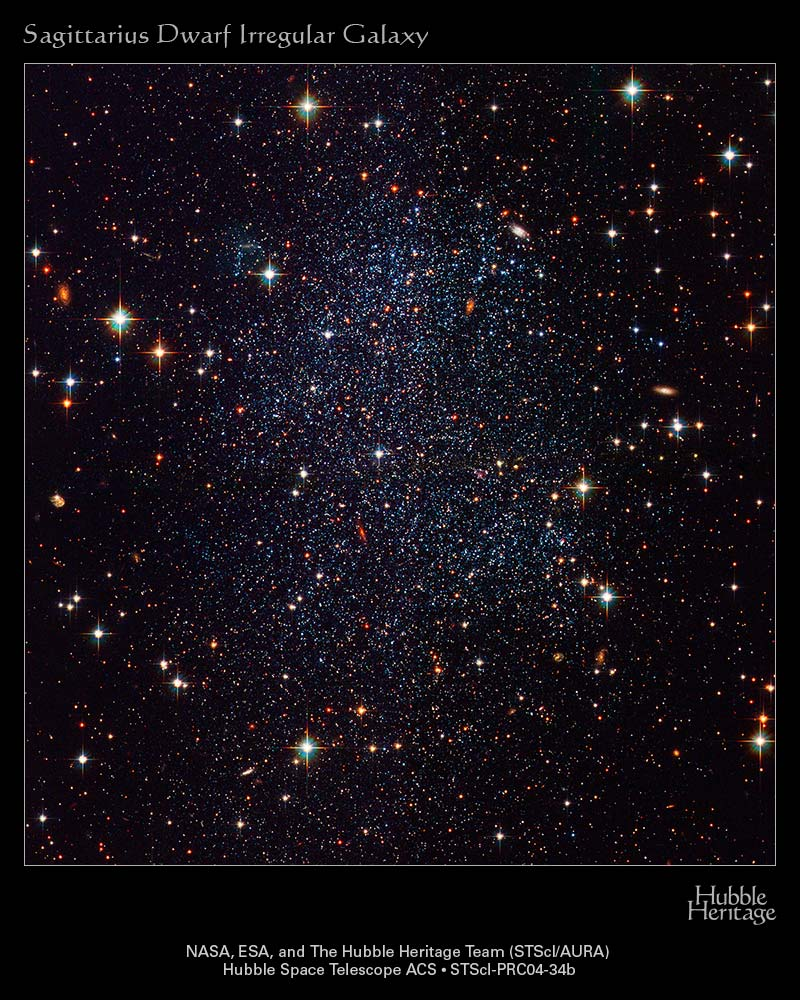
ハッブル宇宙望遠鏡が撮影したいて座矮小銀河

矮小銀河（わいしょうぎんが、dwarf galaxy）は数十億個以下の恒星からなる小さな銀河である。我々の銀河系には2000億～4000億個の星が含まれているが、矮小銀河の規模はこの約1/100以下であり、特に小規模な矮小楕円銀河は球状星団と区別できないほどである。銀河系の伴銀河の一つである大マゼラン雲には300億個以上の星があるが、矮小銀河に分類される場合もある。
我々の銀河系が属する局所銀河群にはたくさんの矮小銀河が存在する。これらの小さな銀河は、銀河系やアンドロメダ銀河 (M31)、さんかく座銀河 (M33) など、より大きな銀河の周りを周回していることが多い。銀河系の周囲には12個の矮小銀河が周回していることが知られている。星の数が少なく絶対等級も暗いため、局所銀河群に属するもの以外はわずかしか知られていないが、宇宙全体にわたって多数存在し、多くは大型の銀河の周囲を回っているものと考えられる。
矮小銀河の大部分は星間物質をほとんど持っておらず、主として種族IIの星で構成されている。矮小銀河は質量が小さく重力も弱いため、誕生の際に起こったスターバーストにより星間物質が加熱されて銀河外へ拡散してしまったためと推測される。
矮小楕円銀河(dE)、矮小不規則銀河(dwarf irregular galaxy, dIrr)、青色コンパクト銀河(BCD)に大別される。この3タイプ以外では、矮小楕円体銀河(dSph)や矮小S0銀河(dS0)がある。